# بلدية برفينيتسا
بلدية برفينيتسا (بالإنجليزية: Brvenica Municipality)‏  هي بلدية في جمهورية مقدونيا، تتبع جمهورية مقدونيا، بلغ عدد سكانها 15٬855  نسمة، تبلغ مساحتها 164٫3 كيلومتر مربع، رمزها البريدي هو 1216.